# Hellschen-Heringsand-Unterschaar
Hellschen-Heringsand-Unterschaar är en kommun i Kreis Dithmarschen i förbundslandet Schleswig-Holstein i Tyskland. 
Kommunen bildades 1934 av Hellschen, Heringsand och Unterschaar.
Kommunen ingår i kommunalförbundet Amt Büsum-Wesselburen tillsammans med ytterligare 17 kommuner.